# Armidale
Armidale is een plaats in de Australische deelstaat New South Wales, en telt 21.660 inwoners (2006). Het stadje heeft een kathedraal en een universiteit. Het is gelegen halverwege Sydney en Brisbane. Het ligt 1000 meter boven de zeespiegel.

## Geschiedenis
Voordat er een koloniale nederzetting was, waren de Aniwan (Anaiwan) de traditionele eigenaars van het land waartoe ook Armidale behoort.
Armidale werd gesticht in de vroege jaren 1830 na een eerdere exploratie van het gebied door John Oxley. Het dorp werd vernoemd naar Armadale op het eiland Skye in Schotland, maar de naamgevers van de stad hebben een vergissing begaan door een letter anders te schrijven. In het Schotse Armadale lagen de roots van George James Macdonald, die commissaris voor de kroonlanden was in de late jaren dertig van de negentiende eeuw.
Oxley prees het gebied aan vanwege de goede grasvelden en spoedig zouden pioniers kleine boerderijen opzetten. Het dorp werd gevestigd met een markt en een bestuur dat zou instaan voor de boerderijen. Maar spoedig nadat er goud was ontdekt in de nabijgelegen Rocky River en de Gara Gorges, vergrootte de stad in snel tempo door de goldrush. De goudmijn nederzetting van Hillgrove, 40 km ten oosten van Armidale, was de eerste plaats in Australië waar er een hydro-elektrisch plan was. De restanten ervan zijn nog altijd zichtbaar. De nabijgelegen stad Uralla was de thuishaven van de bekende kapitein Thunderbolt – outlaw Fred Ward. Hij veroorzaakte moeilijkheden in het gebied in de jaren 1860. Net zoals met Ned Kelly hebben de plaatselijke bewoners hem omarmd als een plaatselijke held en hebben ze het meeste van hem omgetoverd in een toeristische attractie.
Koningin Elizabeth II en prins Philip Mountbatten, Hertog van Edinburgh hebben Armidale bezocht in 1970.

## University of New England

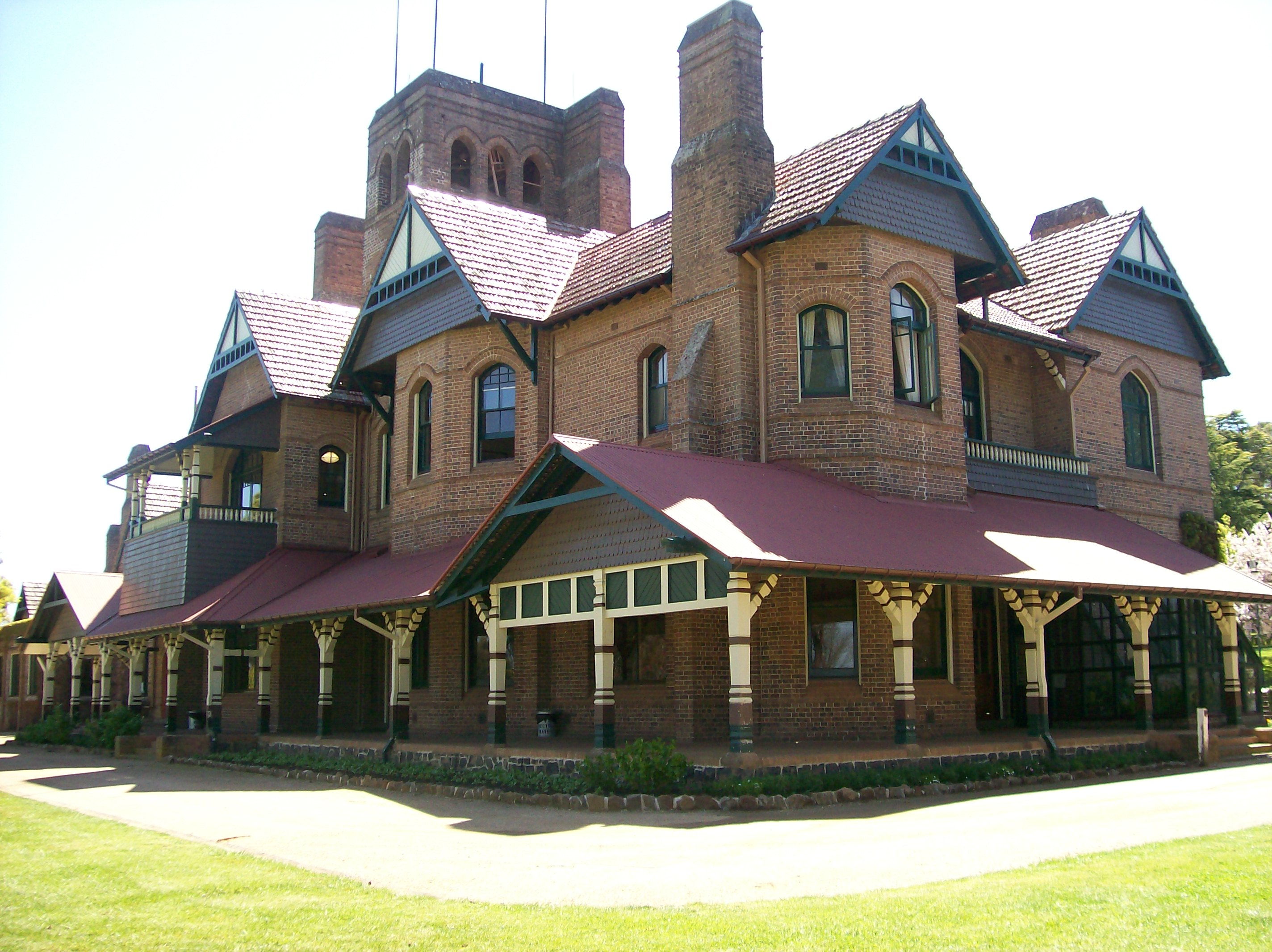
Booloominbah

De universiteit werd opgericht in 1938. Aanvankelijk was het een onderdeel van de University of Sydney, maar in 1954 werd het een onafhankelijke universiteit met de naam University of New England (UNE). De UNE veranderde Armidale van een landelijk marktstadje in een stad met veel cultuur en grote diversiteit, met groter artistieke en culturele elementen dan verwacht mag worden in een plattelandsregio. De universiteit heeft een sterke link met de landelijke gemeenschap en onderneemt vele agriculturele onderzoeken. Daarnaast staan technologie en humane wetenschappen hoog in het vaandel. UNE heeft een brede waaier aan mogelijke cursussen. Er is sinds kort ook een medische afdeling. De universiteit is opgebouwd rond het oude huis van Booloominbah. Tegenwoordig wordt het huis gebruikt voor administratie en is er een restaurant in gevestigd. UNE is ook een van de grootste werkgevers in de stad.

## Transport
Armidale is de Terminus van de Northern Railway, met een directe verbinding naar Sydney via de “Daily Countrylink Xplorer service”. Er is ook een moderne luchthaven met dagelijks 5 geplande vluchten van en naar Sydney met Qantaslink. Armidale Airport, gelegen op een hoogte van 1084 meters (3,556 ft), is de luchthaven die het hoogst gelegen is in New South Wales. De stad wordt verbonden met het verder noordelijk gelegen Tenterfield door middel van bussen van Countrylink. Andere busbedrijven zoals Greyhound voorzien de stad ook van talrijke dagelijkse diensten. Plaatselijke stadsdiensten worden uitgerust via 6 verschillende routes door Edwards Bussen en in Armidale zijn er 16 taxi’s.
Hoewel de heuvels rond Armidale een uitdaging kunnen zijn voor menig avonturier, is fietsen een optie om rond Armidale te geraken. Er bestaat een fietsweg vanaf de universiteit van New-England door de stad en zo naar de residentiële gebieden aan de oostelijke zijde van de stad. Deze fietspaden kronkelen langs Ben Veneu School. De doorgang door de stad via de fietspaden geeft een ideale aansluiting naar de winkelcentra.
Het vliegveld van Armidale is Armidale Airport.

## Bisdom Armidale
Het bisdom Armidale is een ruraal gebied, met een paar nationale parken. Het ligt in de bergen ten noorden van Sydney. Het bisdom heeft ongeveer 200.000 inwoners, waarvan er ongeveer 50.000 katholiek zijn.
Het bisdom Armidale ontving tijdens de Wereld Jongeren Dagen (WJD) van 2008 de Vlaamse deelnemers. De Vlaamse jongeren verbleven in het Bisdom Armidale van 10 tot 14 juli 2008 als voorbereidend programma op de WJD in Sydney van 14 tot 21 juli 2008.
Het bisdom is drie keer zo groot als België. De bisschop van Armidale, Mgr. Matthijs, is een bisschop met Vlaamse roots.

## Geboren
- Bruce Devlin (1937), professional golfer
- Lauren Kitchen (1990), wielrenster

Albury ·
Armidale ·
Bathurst ·
Blue Mountains ·
Broken Hill ·
Cessnock ·
Coffs Harbour ·
Dubbo ·
Gosford ·
Goulburn ·
Grafton ·
Griffith ·
Greater Taree ·
Hawkesbury ·
Lake Macquarie ·
Lismore ·
Lithgow ·
Maitland ·
Newcastle ·
Orange ·
Queanbeyan ·
Shellharbour ·
Shoalhaven ·
Sydney (hoofdstad) ·
Tamworth ·
Tanglewood ·
Wagga Wagga ·
Wollongong ·
Wyong